# Fao (Fluss)
Der Fao (auch Rivière d’Argent genannt) ist ein kleiner Fluss im Westen von Frankreich, der im Département Finistère der Region Bretagne östlich der Stadt Brest verläuft.

## Geographie

### Verlauf
Der Fao entspringt im nördlichen Gemeindegebiet von La Feuillée, verläuft generell Richtung Südost durch den Regionalen Naturpark Armorique und mündet nach insgesamt rund 18 Kilometern im Gemeindegebiet von Poullaouen als rechter Nebenfluss die Aulne. Im Ortsgebiet von Huelgoat wird der Fao zu einem kleinen See aufgestaut.

### Orte am Fluss
(Reihenfolge in Fließrichtung)
- Ruguellou, Gemeinde La Feuillée
- Kermabilou, Gemeinde La Feuillée
- Kerhamon, Gemeinde Huelgoat
- Le Crann, Gemeinde Berrien
- Coat Guinec, Gemeinde Huelgoat
- Le Fao, Gemeinde Huelgoat
- Huelgoat
- Pont Mikael, Gemeinde Poullaouen
- Locmaria-Berrien, Gemeinde Poullaouen